# Episodi di Casualty (trentesima stagione)
La trentesima stagione della serie televisiva Casualty è stata trasmessa in anteprima nel Regno Unito da BBC One tra il 29 agosto 2015 e il 30 luglio 2016.
| nº | Titolo originale         | Titolo italiano | Prima TV UK       | Prima TV Italia |
| -- | ------------------------ | --------------- | ----------------- | --------------- |
| 1  | A Child's Heart (Part 1) |                 | 29 agosto 2015    |                 |
| 2  | A Child's Heart (Part 2) |                 | 30 agosto 2015    |                 |
| 3  | Objectum Sexual          |                 | 5 settembre 2015  |                 |
| 4  | Cradle to Grave          |                 | 19 settembre 2015 |                 |
| 5  | Belief                   |                 | 26 settembre 2015 |                 |
| 6  | All the Single Ladies    |                 | 3 ottobre 2015    |                 |
| 7  | Rules of Attraction      |                 | 10 ottobre 2015   |                 |
| 8  | Flutterby                |                 | 17 ottobre 2015   |                 |
| 9  | One Shot                 |                 | 24 ottobre 2015   |                 |
| 10 | Best Served Cold         |                 | 31 ottobre 2015   |                 |
| 11 | Avoidable Harm           |                 | 14 novembre 2015  |                 |
| 12 | Strangers                |                 | 21 novembre 2015  |                 |
| 13 | Estranged                |                 | 28 novembre 2015  |                 |
| 14 | Maybe This Year          |                 | 5 dicembre 2015   |                 |
| 15 | Silence Speaks           |                 | 12 dicembre 2015  |                 |
| 16 | Home for Christmas       |                 | 19 dicembre 2015  |                 |
| 17 | A Life Less Ordinary     |                 | 2 gennaio 2016    |                 |
| 18 | Lie to Me                |                 | 9 gennaio 2016    |                 |
| 19 | Black Alert              |                 | 16 gennaio 2016   |                 |
| 20 | Shame                    |                 | 23 gennaio 2016   |                 |
| 21 | The Good Life            |                 | 30 gennaio 2016   |                 |
| 22 | Step Right Up            |                 | 6 febbraio 2016   |                 |
| 23 | Hearts and Flowers       |                 | 13 febbraio 2016  |                 |
| 24 | Just Do It               |                 | 20 febbraio 2016  |                 |
| 25 | Fatal Error (Part 1)     |                 | 27 febbraio 2016  |                 |
| 26 | Fatal Error (Part 2)     |                 | 5 marzo 2016      |                 |
| 27 | High Tide                |                 | 12 marzo 2016     |                 |
| 28 | Sweet Child of Mine      |                 | 26 marzo 2016     |                 |
| 29 | Buried Alive             |                 | 2 aprile 2016     |                 |
| 30 | Hopelessly Addicted      |                 | 9 aprile 2016     |                 |
| 31 | Survivors                |                 | 16 aprile 2016    |                 |
| 32 | A Clear Conscience       |                 | 23 aprile 2016    |                 |
| 33 | Tangled Webs We Weave    |                 | 30 aprile 2016    |                 |
| 34 | Hello, I Must Be Going   |                 | 7 maggio 2016     |                 |
| 35 | Chain Reaction           |                 | 21 maggio 2016    |                 |
| 36 | This Life                |                 | 28 maggio 2016    |                 |
| 37 | The Best Day of My Life  |                 | 4 giugno 2016     |                 |
| 38 | You Make Me Sick         |                 | 11 giugno 2016    |                 |
| 39 | History Repeating        |                 | 25 giugno 2016    |                 |
| 40 | What Lies Beneath        |                 | 3 luglio 2016     |                 |
| 41 | Where the Truth Lies     |                 | 9 luglio 2016     |                 |
| 42 | The Fear                 |                 | 16 luglio 2016    |                 |
| 43 | Sticks and Stones        |                 | 30 luglio 2016    |                 |